# St. Cäcilia (Eichenbühl)

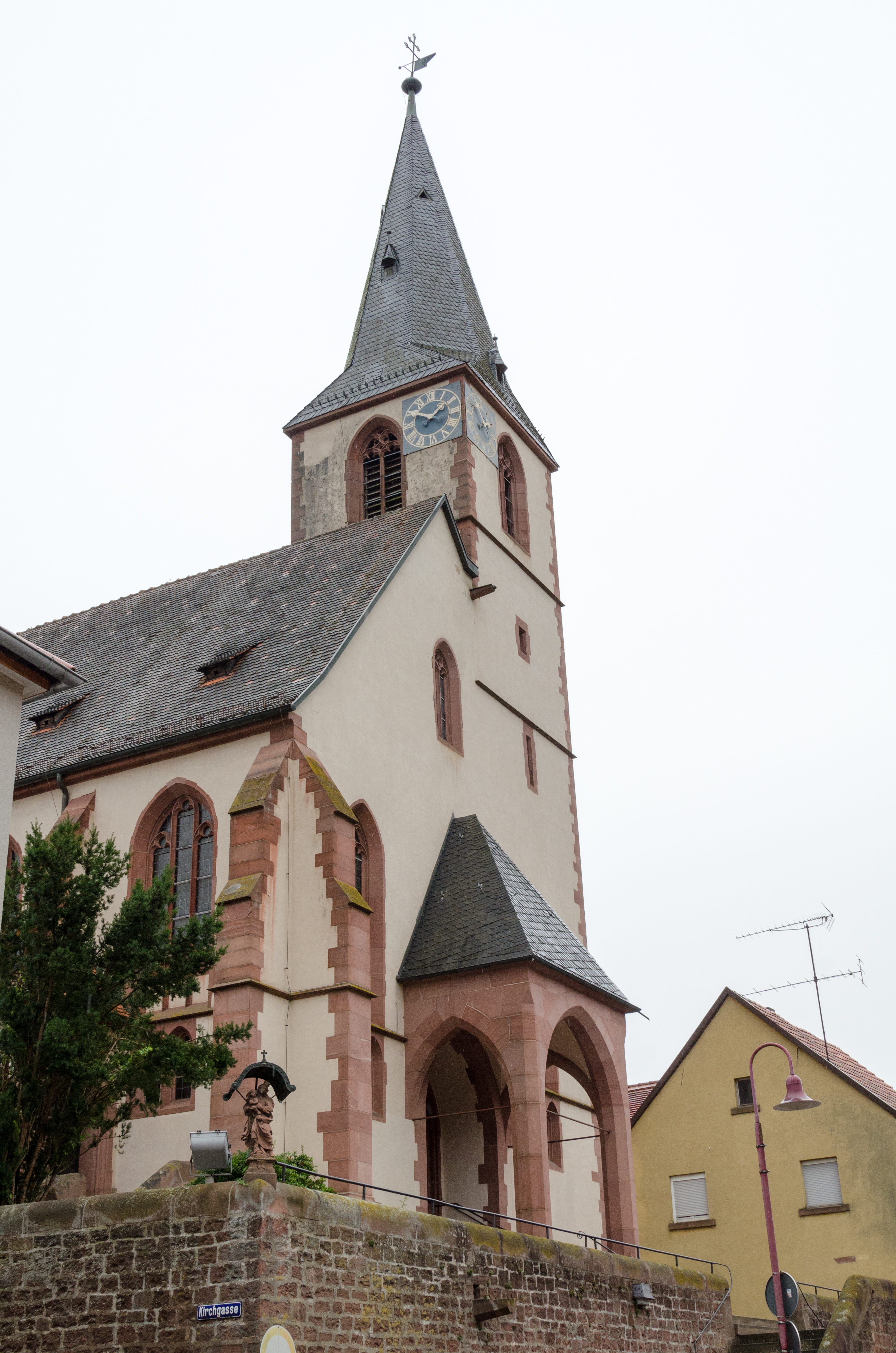
St. Cäcilia (Eichenbühl)

Die römisch-katholische Pfarrkirche St. Cäcilia ist ein denkmalgeschütztes Kirchengebäude, das in Eichenbühl steht, einer Gemeinde im Landkreis Miltenberg (Unterfranken, Bayern). Das Bauwerk ist unter der Denkmalnummer D-6-76-119-3 als Baudenkmal in der Bayerischen Denkmalliste eingetragen. Die Pfarrei gehört zur Pfarreiengemeinschaft St. Antonius Erftal und Höhen im Dekanat Miltenberg des Bistums Würzburg.

## Beschreibung
Die Wände der 1897 gebauten neugotische Basilika werden von Strebepfeilern gestützt. Der quadratische Kirchturm, der mit einem achtseitigen, schiefergedeckten, spitzen Helm bedeckt ist, fluchtet im Südwesten mit der Fassade. Sein oberstes Geschoss enthält den Glockenstuhl und die Turmuhr. Vor dem südlichen Seitenschiff steht im Westen ein kleiner vieleckiger Treppenturm. Im Osten befindet sich der Chor mit 5/8-Schluss in Breite des Mittelschiffs. Vor der Fassade befindet sich das Portal hinter einem offenen Anbau. Sowohl das Mittelschiff als auch die beiden Seitenschiffe sind im Innern mit Kreuzrippengewölben überspannt.